# Associazione Calcio Padova 1928-1929
Questa voce raccoglie le informazioni riguardanti la Associazione Calcio Padova nelle competizioni ufficiali della stagione 1928-1929.

## Stagione
Nella stagione 1928-1929 il Padova disputa il girone A del campionato di Divisione Nazionale ultimo massimo campionato a gironi, dalla prossima stagione sarà a girone unico e si chiama Serie A. La squadra biancoscudata classificandosi all'ottavo posto con 30 punti in classifica, ha centrato l'ultimo posto disponibile per qualificarsi al nuovo torneo. Il torneo è stato vinto dal Torino con 48 punti. Ma lo scudetto è stato vinto dal Bologna, che nelle tre gare di finale ha superato i granata torinesi che erano campioni in carica. Il Padova allenato dall'inglese Herbert Burgess ottiene l'obiettivo che si era posto, mantenere la prestigiosa categoria. Miglior marcatore stagionale dei patavini Giovanni Vecchina che timbra 24 reti, 2 delle quali su calcio di rigore.

## Rosa
| N. |                   | Ruolo | Calciatore         |
| -- | ----------------- | ----- | ------------------ |
|    | Italia (bandiera) | P     | Nicolino Latella   |
|    | Italia (bandiera) | D     | Primo Danieli      |
|    | Italia (bandiera) | D     | Umberto Favero     |
|    | Italia (bandiera) | D     | Luigi Marcolongo   |
|    | Italia (bandiera) | D     | Giovanni Mion      |
|    | Italia (bandiera) | D     | Giuseppe Piasentin |
|    | Italia (bandiera) | D     | Guido Scanferla    |
|    | Italia (bandiera) | D     | Giulio Zanninovich |
|    | Italia (bandiera) | D     | Giovanni Zen       |
|    | Italia (bandiera) | C     | Eraldo Bedendo     |
|    | Italia (bandiera) | C     | Emilio Bergamini   |
|    | Italia (bandiera) | C     | Ippolito Favaron   |

| N. |                   | Ruolo | Calciatore         |
| -- | ----------------- | ----- | ------------------ |
|    | Italia (bandiera) | C     | Antonio Fayenz     |
|    | Italia (bandiera) | C     | Mario Perazzolo    |
|    | Italia (bandiera) | C     | Gastone Prendato   |
|    | Italia (bandiera) | A     | Alessandro Astolfi |
|    | Italia (bandiera) | A     | Gilmo Boscaro      |
|    | Italia (bandiera) | A     | Mario Canevari     |
|    | Italia (bandiera) | A     | Egidio Chiecchi    |
|    | Italia (bandiera) | A     | Mario Gallo        |
|    | Italia (bandiera) | A     | Gastone Gamba      |
|    | Italia (bandiera) | A     | Giovanni Monti     |
|    | Italia (bandiera) | A     | Riccardo Okely     |
|    | Italia (bandiera) | A     | Giovanni Vecchina  |

## Risultati

### Divisione Nazionale

#### Girone di andata
| Arbitro: | Mattea (Torino) |

|                            |           |               |
| Bergamini 50’ Vecchina 77’ | Marcatori | 6’, 73’ Pazzi |

| Arbitro: | Asei (Vercelli) |

|                                                |           |              |
| Mazzoni 8’ Bottaro 17’, 51’, 56’ Piccaluga 35’ | Marcatori | 63’ Vecchina |

| Arbitro: | Medica (Bologna) |

|                                            |           |                                       |
| Zanninovich 15’ Bergamini 77’ Vecchina 79’ | Marcatori | 14’ Banchero 25’ Cattaneo 31’ Ferrari |

| Arbitro: | Giorgi (Milano) |

|                                  |           |                                      |
| Vecchina 10’, 38’, 69’ Okely 68’ | Marcatori | 5’ Palandri 57’, 89’ (rig.) Magnozzi |

| Arbitro: | Enrietti (Torino) |

|                           |           |             |
| Bergamini 4’ Vecchina 29’ | Marcatori | 23’ Ferrais |

| Arbitro: | Mastellari (Bologna) |

|                                           |           |  |
| L. Gazzari 42’ Cudicini 55’ Ostromann 73’ | Marcatori |  |

| Arbitro: | Sani (Ferrara) |

|          |           |                          |
| Volk 24’ | Marcatori | 1’ G. Monti 83’ Prendato |

| Arbitro: | Guarnieri (Milano) |

|                                              |           |                               |
| Vecchina 1’, 72’, 87’ (rig.) E. Chiecchi 73’ | Marcatori | 50’, 76’ Gregar 69’ Reguzzoni |

| Arbitro: | Dani (Genova) |

|                     |           |                        |
| Prendato 78’ (rig.) | Marcatori | 60’ Pastore 75’ D. Gay |

| Arbitro: | Ferro (Milano) |

|                        |           |                              |
| Volta 83’ Gianelli 88’ | Marcatori | 35’ Vecchina 43’ E. Chiecchi |

| Padova 23 dicembre 1928 11ª giornata | Padova         | 0 – 0 | Torino | Stadio Silvio Appiani\| Arbitro: \| Lenti (Genova) \| |
| Arbitro:                             | Lenti (Genova) |       |        |                                                       |

| Arbitro: | Giulini (Milano) |

|                                              |           |           |
| Bedendo 17’ Vecchina 25’ Prendato 33’ (rig.) | Marcatori | 11’ Ferrè |

| Arbitro: | U. Gama (Milano) |

|                               |           |  |
| Patrucchi 4’, 89’ Alessio 19’ | Marcatori |  |

| Padova 20 gennaio 1929 14ª giornata | Padova           | 0 – 0 | La Dominante | Stadio Silvio Appiani\| Arbitro: \| Galassi (Torino) \| |
| Arbitro:                            | Galassi (Torino) |       |              |                                                         |

| Arbitro: | Medica (Bologna) |

|                                             |           |              |
| Costantino 22’ Tarlao 52’ Corengia 60’, 80’ | Marcatori | 84’ Prendato |

#### Girone di ritorno
| Arbitro: | Giorgi (Milano) |

|              |           |         |
| Pestarini 4’ | Marcatori | 85’ Zen |

| Arbitro: | Turbiani (Ferrara) |

|                |           |                                   |
| Gamba 43’, 70’ | Marcatori | 14’ Carnevali 42’, 75’ A. Mazzoni |

| Arbitro: | Garbieri (Genova) |

|                          |           |           |
| Banchero 27’ (rig.), 79’ | Marcatori | 26’ Gamba |

| Arbitro: | Caironi (Milano) |

|                         |           |  |
| Silvestri 17’ Maini 55’ | Marcatori |  |

| Arbitro: | D'Alessandro (Vercelli) |

|                |           |                                 |
| G. Mazzoni 56’ | Marcatori | 45’, 51’ Vecchina 50’ Bergamini |

| Arbitro: | Mangano (Milano) |

|                        |           |                          |
| Gamba 55’ Vecchina 85’ | Marcatori | 27’ Povero 40’ Ostromann |

| Arbitro: | Guarnieri (Milano) |

|                                     |           |                            |
| Vecchina 22’, 38’, 42’ G. Monti 80’ | Marcatori | 4’ Fasanelli 65’, 68’ Volk |

| Arbitro: | Turbiani (Ferrara) |

|                                  |           |  |
| Reguzzoni 16’, 35’ V. Crosta 77’ | Marcatori |  |

| Arbitro: | Sani (Ferrara) |

|             |           |                        |
| Pastore 23’ | Marcatori | 60’ Okely 79’ Vecchina |

| Arbitro: | Enrietti (Torino) |

|              |           |  |
| Prendato 87’ | Marcatori |  |

| Arbitro: | Pessato (Monfalcone) |

|                           |           |              |
| G. Rossetti 25’, 62’, 63’ | Marcatori | 75’ Prendato |

| Arbitro: | Sganzetta (Torino) |

|           |           |  |
| Ferrè 87’ | Marcatori |  |

| Arbitro: | Galassi (Torino) |

|                                   |           |                                |
| Vecchina 1’ Okely 3’ Prendato 71’ | Marcatori | 36’, 59’ Giacomin 54’ Demarchi |

| Arbitro: | Caironi (Milano) |

|  |           |                                               |
|  | Marcatori | 61’ G. Monti 80’ Vecchina 88’ (rig.) Prendato |

| Arbitro: | Guarnieri (Milano) |

|                                               |           |  |
| Gallo 15’, 59’ Vecchina 40’, 68’ Prendato 61’ | Marcatori |  |

## Statistiche

### Statistiche di squadra
| Competizione                   | Punti | In casa | In casa | In casa | In casa | In casa | In casa | In trasferta | In trasferta | In trasferta | In trasferta | In trasferta | In trasferta | Totale | Totale | Totale | Totale | Totale | Totale | DR |
| Competizione                   | Punti | G       | V       | N       | P       | Gf      | Gs      | G            | V            | N            | P            | Gf           | Gs           | G      | V      | N      | P      | Gf     | Gs     | DR |
| ------------------------------ | ----- | ------- | ------- | ------- | ------- | ------- | ------- | ------------ | ------------ | ------------ | ------------ | ------------ | ------------ | ------ | ------ | ------ | ------ | ------ | ------ | -- |
| Divisione Nazionale - girone A | 30    | 30      | 15      | 7       | 6       | 2       | 36      | 26           | 15           | 4            | 2            | 9            | 17           | 32     | 11     | 8      | 1      | 53     | 58     | -5 |

### Statistiche dei giocatori
| Giocatore      | Divisione Nazionale | Divisione Nazionale |
| Giocatore      | Presenze            | Reti                |
| -------------- | ------------------- | ------------------- |
| A. Astolfi     | 1                   | 0                   |
| E. Bedendo     | 18                  | 1                   |
| E. Bergamini   | 27                  | 4                   |
| G. Boscaro     | 1                   | 0                   |
| M. Canevari    | 1                   | 0                   |
| E. Chiecchi    | 16                  | 2                   |
| P. Danieli     | 30                  | 0                   |
| I. Favaron     | 21                  | 0                   |
| U. Favero      | 12                  | 0                   |
| A. Fayenz      | 6                   | 0                   |
| M. Gallo       | 3                   | 2                   |
| G. Gamba       | 7                   | 4                   |
| N. Latella     | 30                  | -58                 |
| L. Marcolongo  | 3                   | 0                   |
| G. Mion        | 5                   | 0                   |
| G. Monti       | 24                  | 3                   |
| R. Okely       | 27                  | 3                   |
| M. Perazzolo   | 5                   | 0                   |
| G. Piasentin   | 9                   | 0                   |
| G. Prendato    | 29                  | 9                   |
| G. Scanferla   | 8                   | 0                   |
| G. Vecchina    | 25                  | 23                  |
| G. Zanninovich | 18                  | 0                   |
| G. Zen         | 4                   | 1                   |